# Muzeum Regionalne PTTK w Końskich
Muzeum Regionalne PTTK w Końskich – muzeum, działające w Końskich, prowadzone przez tamtejszy Oddział PTTK. 
Początki muzealnictwa w Końskich wiążą się z osobą Anny ze Stadnickich Małachowskiej, żony Stanisława Aleksandra Małachowskiego, która w latach w pierwszej połowie XIX wieku zgromadziła w Domu Wnuczętów, zwanym „Domem Pamiątek” zbiór mebli, rzemiosła artystycznego oraz okazów paleontologicznych. Niestety, po śmierci Anny i Stanisława Małachowskich zbiór uległ rozproszeniu.

Kolejne próby powołania muzeum zostały podjęte w okresie międzywojennym przez Polskie Towarzystwo Krajoznawcze. W 1924 roku założono nawet specjalny fundusz, mający gromadzić środki na powstanie muzeum. Ostatecznie do utworzenia muzeum w Końskich nie doszło, natomiast w 1934 roku objęto opieką muzealną zabytkowy zakład przemysłowy w Selpii.

Ostatecznie do powstania placówki muzealnej w Końskich doszło w styczniu 2004 roku, kiedy to została otwarta została Izba Pamięci i Tradycji Ziemi Koneckiej. Powstała ona w wyniku starań tutejszego oddział PTTK. Wśród zbiorów znalazły się eksponaty podarowane przez prywatnych kolekcjonerów, władze miejskie, a także pochodzące ze zlikwidowanej izby muzealnej przy Koneckich Zakładach Odlewniczych.

W 2008 roku Zarząd Główny PTTK podjął uchwałę o przekształceniu Izby Pamięci i Tradycji Ziemi Koneckiej w Muzeum Regionalne PTTK.
Na ekspozycję muzealną składają się eksponaty związane przede wszystkim z historią miasta i okolic, ze szczególnym uwzględnieniem XX wieku: I wojny światowej, okresu międzywojennego oraz II wojny światowej. Placówka posiada bogaty zbiór eksponatów, związanych z tutejszym przemysłem, przede wszystkim z nieistniejącymi obecnie odlewniami żeliwa oraz historycznych numizmatów. Ekspozycja etnograficzna zawiera narzędzia i przedmioty codziennego użytku, z których najstarsze pochodzą z I połowy XIX wieku oraz zbiory sztuki ludowej. Na wystawę krajoznawczą składają się zbiory związane z historią ruchu turystycznego na ziemi koneckiej.

Do września 2009 roku siedzibą muzeum był budynek przy ul. Zamkowej 7. Aktualnie placówka oczekuje na otwarcie nowej siedziby, a część zbiorów można oglądać w zachodnim skrzydle zespołu pałacowo-parkowego w Końskich, przy ul. Partyzantów 1.
Muzeum jest obiektem całorocznym, czynnym od poniedziałku do piątku. Wstęp jest wolny.